# 罗比亚泰
罗比亚泰（義大利語：Robbiate），是意大利莱科省的一个市镇。总面积4平方公里，人口5981人，人口密度1495.3人/平方公里（2009年）。国家统计（ISTAT）代码为097071。